# (3587) Descartes
(3587) Descartes es un asteroide perteneciente al cinturón de asteroides, descubierto el 8 de septiembre de 1981 por la astrónoma ucraniana Liudmila Zhuravliova desde el Observatorio Astrofísico de Crimea (República de Crimea).

## Designación y nombre
Designado provisionalmente como 1981 RK5. Fue nombrado Descartes en honor al matemático y físico francés René Descartes.